# موتانز
شهر موتانز    در بخش ارلوشم در  ایالت بزل‌کونتریدر کشور سوئیس  واقع شده‌است که  ۱۶٬۷۰۰    نفر  جمعیت دارد.

## نگارخانه

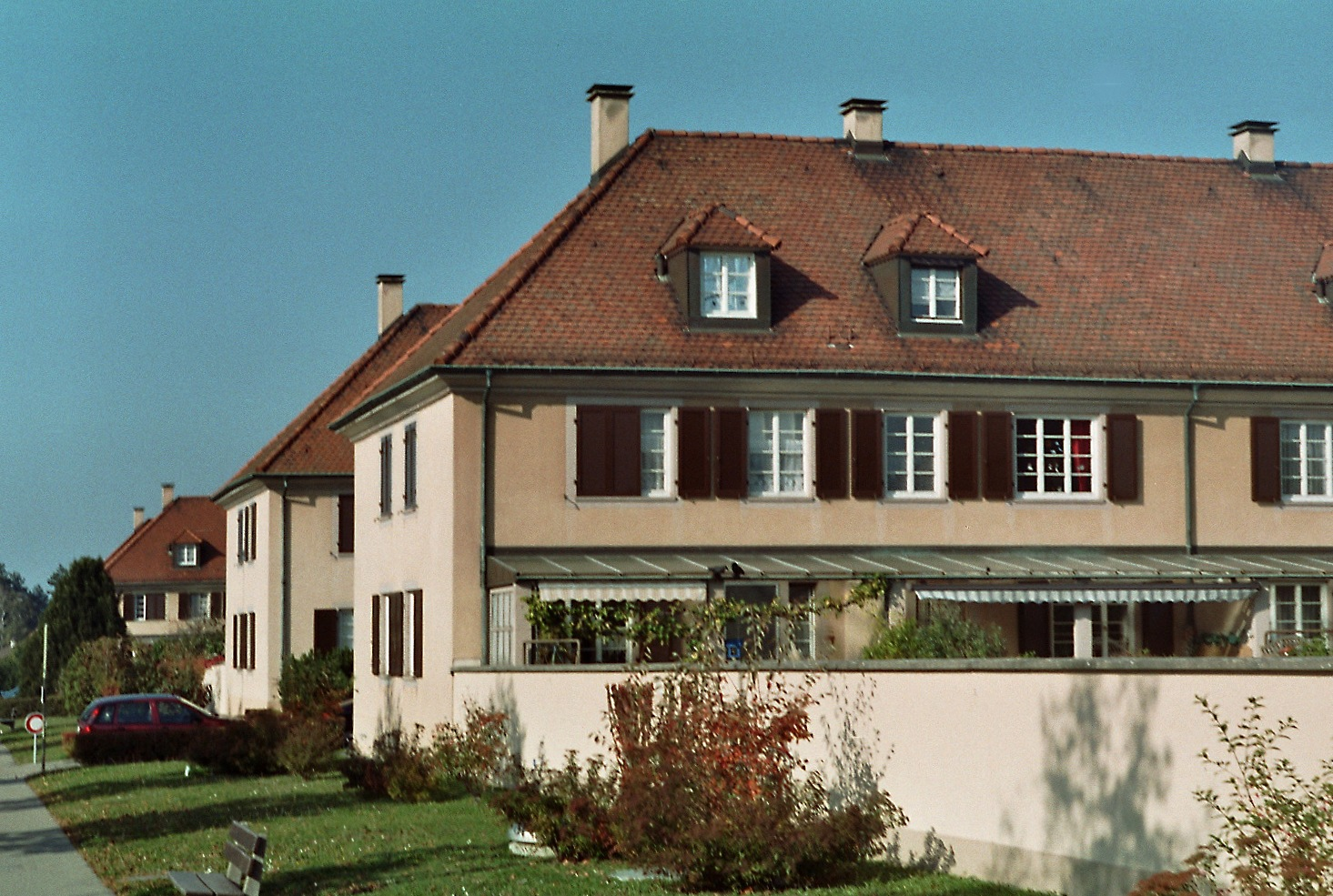
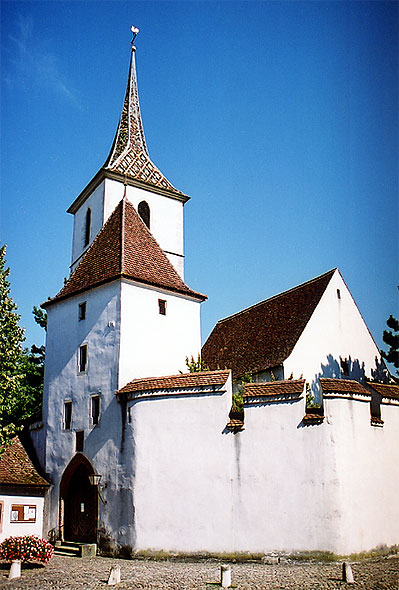